# Aspen Rae
Aspen Rae (San José, California; 10 de diciembre de 1990) es una actriz pornográfica, modelo erótica, modelo de fitness y culturista estadounidense.

## Biografía
Aspen Rae nació en diciembre de 1990 en la ciudad californiana de San José, ubicada al sur de la bahía de San Francisco, dentro de los límites de Silicon Valley, en una familia de ascendencia nativoamericana, escocesa e italiana. Cursó estudios universitarios en el Campus de Monterey, perteneciente a la Universidad Estatal de California, donde se licenció en Psicología.
Comenzó trabajando como camgirl en 2009. Fue en esta etapa cuando, en pos de cuidarse, comenzó a realizar un entrenamiento personalizado que la llevó a interesarte por la competición deportiva. Muy pronto empezó a participar en diversos torneos como modelo de bikinis y, más adelante, como modelo de fitness.
Aspen Rae ha destacado también por ser culturista femenina, habiendo participado en diversos torneos organizados por la Federación Internacional de Fisicoculturismo.
Con su pasado como camgirl, muy pronto también comenzó a trabajar como modelo erótica, y un paso más allá pero sin abandonar sus torneos deportivos, a debutar como actriz pornográfica en 2012, a los 22 años de edad. Ha trabajado principalmente en películas de temática lésbica para productoras como Girlfriends Films, Penthouse, FM Concepts, Twistys, Fantasy Massage, Reality Kings, Babes o All Girl Massage.
En enero del año 2015 fue elegida Pet of the Month de la revista Penthouse. A finales del 2016 se confirmó que tanto Aspen Rae como la actriz Riley Reid serían las presentadoras de la 34.ª gala de los Premios AVN, que se celebró el 21 de enero de 2017 en el Hard Rock Hotel & Casino de Las Vegas.
En esa edición recibió las nominaciones en los Premios AVN en las categorías de Mejor escena de sexo lésbico por My Wicked Tongue y de Mejor actuación solo / tease por Glamour Solos 6.
Poco después del anuncio, antes de la gala, comunicó que se retiraba como actriz pornográfica, habiendo aparecido en algo más de 70 películas. Desde entonces continuó con su faceta como modelo de fitness, así como para dedicarse a otra de sus pasiones: los helicópteros.
Otros de sus trabajos destacados son Aspen Rae Experience, Bare Ambition, Best of Tammy Sands 4, Georgia Jones Experience, Girls Who Love Girls, I Kiss Girls 3, Juicy Licks 4, Lesbian Touch 3, Me And My Girlfriend 7, Prized Pussy, Summer Lust o Teacher Vs. Student.

## Premios y nominaciones
| Año  | Ceremonia   | Resultado | Premio                           | Trabajo          |
| ---- | ----------- | --------- | -------------------------------- | ---------------- |
| 2013 | The Fannys  | Nominada  | Most Underrated Star             | —                |
| 2016 | Premios AVN | Nominada  | Premio fan: Mayor celebridad web | —                |
| 2017 | Premios AVN | Nominada  | Mejor escena de sexo lésbico     | My Wicked Tongue |
| 2017 | Premios AVN | Nominada  | Mejor actuación solo / tease     | Glamour Solos 6  |
| 2017 | Premios AVN | Nominada  | Premio fan: Camgirl favorita     | —                |